# Джурич, Живота
Живота Джу́рич (серб. Живота Ђурић; 11 апреля 1963 года — 25 марта 1999 года) — полковник ВВС Югославии. Участник войны НАТО против Югославии.

## Биография
Родился в селе Давидовац (община Парачин современной Сербии). После окончания средней школы, поступил в авиационную школу в Мостаре, после неё обучался в академии ВВС в Задаре и Подгорице. Он начал свою карьеру в аэропорту Петровац недалеко от Скопье. Службу военного летчика начал в 1986 году на аэродроме Петровци близ Скопье, здесь же женился на Биляне из Парачина, которая родила ему сына Александра и дочь Анну. Начиная с 1992 года проходил службу в аэропорту Ладжевци, где он был назначен командиром 241-й истребительно-бомбардировочной эскадрильи.

## Гибель
Погиб 25 марта 1999 года после штурма учебного лагеря боевиков УЧК на горе Чичавица в районе села Ликовац. В момент гибели управлял самолётом J-22 «Орао». Самолёт подполковника, летевший на высоте всего 50 метров, был сбит огнём с земли во время нанесения удара по лагерю Армии освобождения Косова на горе Чичавица и, не желая попасть в плен, полковник ударил горящим самолётом в скопление боевиков. По данным некоторых российских и украинских исследователей (Ильи Горячева и Михаила Жирохова), «Орао» был подбит истребителями НАТО, после чего Джурич совершил воздушный таран одного из самолётов противника. Сербская газета «Политика» сообщает, что «Орао» был сбит зенитным огнём боевиков Армии освобождения Косова, причём в её статье не упоминаются ни воздушный бой, ни таран.
Приказом командующего ВВС и ПВО генерала Спасое Смилянича посмертно присвоено звание полковника.

## Память
- Памятник в виде хвостовой части самолёта в аэропорту Ладжевци[6].
- Документальный фильм «Живота Джурич — Жизнь, Героизм, Память»[7]